# Soyo Group
Soyo Group, Inc., ou simplesmente Soyo, é uma empresa com sede na China e até 2009, também nos EUA. Especializada na fabricação de eletrônicos, foi estabelecida em 1985, com encerramento das atividades para o mercado internacional em 2009. A Soyo Group, assim como muitas outras fabricantes de eletrônicos, começou no mercado de circuitos impressos e monitores. Em 1998 começava sua história com sua maior parceira, a AMD. A fabricante de processadores em 1999 lançava a linha Athlon - paralelamente a Soyo apresentava suas motherboards da série Dragon, que mais tarde fariam muito sucesso entre os entusiastas da área. 

## 2000 - 2004
Em 2002 a Soyo lança suas motherboards da série Platinum Edition tanto para processadores AMD quanto para processadores Intel. Em 2004 a empresa decide ampliar seu mercado e lança mais uma linha de Monitores LCD, em pouco tempo, esses monitores ocupariam uma boa fatia de vendas de monitores das grande lojas diputando diretamente com grandes fabricantes como Samsung e NEC.

## 2005 - 2007
Por motivos desconhecidos, entre 2005 e 2007 a Soyo deixa o mercado de placas-mãe e portáteis para se fixar apenas no mercado de monitores LCD.

## 2008 - presente
A partir de 2008 empresa retomou a fabricação de motherboards para processadores AMD AM2/AM3 e também para netbooks. Porém a empresa decide focar seus esforços apenas na produção destinada ao mercado interno chinês

## Marcas do grupo
- Soyo
- Honeywell
- Privé
- Le Véllo Furniture